# 高松南郵便局
高松南郵便局（たかまつみなみゆうびんきょく）は、香川県高松市にある郵便局。民営化前の分類では集配普通郵便局であった。

## 概要
住所：〒761-8799 香川県高松市勅使町字下所700番地

### 出張所（局外ATM）
民営化後は、すべてゆうちょ銀行松山支店の管轄となった。
- マルナカ栗林南店内出張所
- 香川大学工学部内出張所
- 天満屋ハピータウン太田内出張所

## 沿革
- 1977年（昭和52年）9月26日 - 円座郵便局、一宮郵便局、仏生山郵便局[1]の集配業務を受け継ぎ[2]、集配普通郵便局として設置[3]。高松郵便局（後の高松中央郵便局）の郵便処理能力が逼迫したため、その対策として新規開局となった。
- 1998年（平成10年）9月1日 - 外国通貨の両替および旅行小切手の売買に関する業務取扱を開始。
- 2006年（平成18年）9月11日 - 川添郵便局（〒761-0399→〒761-0311）、川島郵便局（〒761-0499→〒761-0442）、国分寺郵便局（〒769-0199→〒769-0101）から集配業務を移管[4]。
- 2007年（平成19年）10月1日 - 民営化に伴い、併設された郵便事業高松南支店に一部業務を移管。
- 2012年（平成24年）10月1日 - 日本郵便株式会社発足に伴い、郵便事業高松南支店を高松南郵便局に統合。

## 取扱内容
- 郵便、印紙、ゆうパック、内容証明
- 貯金、為替、振替、振込、国際送金、外貨両替・トラベラーズチェック、国債、投資信託
- 生命保険、バイク自賠責保険、自動車保険、変額年金保険
- ゆうちょ銀行ATM
- 郵便番号の上2桁が76の地域（香川県全域）あての郵便物・ゆうパックを配達局ごとに区分する業務（地域区分局）
- 四国島外から四国島内の地域区分局ごとに郵便物・ゆうパックを中継する業務（後者の一部は徳島中央郵便局マリンピア分室で行う場合もある）。
- 高松市内の一部地域（〒761-80xx、-03xx、-04xx、〒769-01xx地域）の集配業務
民営化以前から高松中央郵便局管内（〒760-xxxx）の郵便ポストの取り集め業務も行っている。
- ゆうゆう窓口

## 周辺
当郵便局は香川県道282号高松琴平線（旧国道32号）沿いに位置する。
- 香川高等専門学校
- 国道11号

## アクセス
- ことでんバス 田中停留所下車
- 高松自動車道 高松西ICから北東へ約3.5km、高松檀紙ICから東へ約2km
- 駐車場あり：27台

## 不祥事・事故
2015年1月15日に、同局員がオートバイで郵便物を配達中に水路に転落し、積載していた郵便物約600通が流失。うち約500通は発見できなかった。日本郵便は、同社ウェブサイト上でのみ事故の事実を公表しており、理由として「謝罪を優先したため」としている。